# Castelo da Vidigueira
O Castelo da Vidigueira, também referido como Paço dos Gamas, no Baixo Alentejo, localiza-se na vila, na freguesia e no Município de Vidigueira, Distrito de Beja, em Portugal.
Integrante da Linha do Guadiana no século XIII, o castelo, do qual nos restam as ruínas da torre de menagem, terá sido adaptado a residência dos condes da Vidigueira.

## História

### Antecedentes
Alguns autores consideram que a primitiva origem da povoação remonta a uma antiga fortificação romana, posteriormente ocupada à época da Invasão muçulmana da Península Ibérica.

### O castelo medieval
À época da Reconquista cristã da Península Ibérica, a povoação foi conquistada por forças portuguesas, sob o reinado de D. Sancho II (1223-1248), em 1235. Entretanto, a primeira referência documental sobre a Vidigueira data de 1255, momento em que, sendo fundado o Mosteiro de São Cucufate, foi instituída a respectiva paróquia, bem como fixados os seus limites, fazendo-se nessa escritura menção desta povoação.
Como parte da estratégia de repovoamento da região fronteiriça do rio Guadiana promovida por D. Afonso III (1248-1279), a povoação e seus domínios foram doados a Mestre Tomé, tesoureiro da Sé de Braga, que terá feito erguer o castelo, assim como a antiga matriz, a Igreja de Santa Clara.
De 1304 a 1315, segundo documenta a escritura então lavrada, o domínio da vila da Vidigueira voltou para a Coroa, na pessoa do rei D. Dinis.
No contexto da crise de 1383-1385, D. João I (1385-1433) incluiu-a nos vastos domínios então doados ao contestável D. Nuno Álvares Pereira (1385). Passando por herança para a sua filha, D. Beatriz Pereira Alvim, quando do matrimónio desta com D. Afonso I de Bragança, 8º conde de Barcelos e 1º duque de Bragança, o termo de Vidigueira e seu castelo passaram a integrar os domínios da poderosa Casa de Bragança. D. Fernando, 2º duque de Bragança, terá sido o responsável pela construção da atual torre de menagem, na primeira metade do século XV. Com o confisco dos bens da Casa de Bragança (1483), os seus domínios reverteram para a Coroa.
Sob o reinado de D. Manuel I (1495-1521), o processo contra os Braganças foi anulado (1500), tendo o soberano outorgado foral à vila (1512). Poucos anos mais tarde, por carta passada em Évora, em 1519, o soberano concedeu a D. Vasco da Gama, Almirante da Índia, em recompensa por serviços prestados, o título de conde da Vidigueira, com todas as honras, graças e privilégios que tinham os condes do reino. Em 7 de Novembro de 1519 o Gama assinou um contrato de "promutaçam vemda e escaybo e Renuciaçam" com o duque de Bragança, mudando-se do Paço de Évora para o Paço da Vidigueira, palácio anexo à fortificação.

### Do século XX aos nossos dias
As ruínas da Torre de Menagem, também conhecida como Atalaia das Vidigueiras, integrante do antigo Paço dos Gamas encontram-se classificadas como Imóvel de Interesse Público por Decreto publicado em 3 de Junho de 1970.
Em 2021, deixou de ser tutelado pelo Governo passando para a responsabilidade da Câmara.

## Características
Embora não haja mais informações disponíveis acerca do castelo, chegaram-nos as ruínas da sua robusta Torre de Menagem, de planta quadrada, com estrutura maciça em aparelho regular. Bastante alterada por sucessivas intervenções ao longo dos séculos, os vestígios do paramento da muralha foram transformados em escadaria de acesso. Encontra-se atualmente sem cobertura, e não é possível identificar se chegou a possuir coroamento por merlões. Em um dos alçados figura uma pedra de armas, de colocação mais recente, com as armas dos condes da Vidigueira.
Do antigo paço, nada resta, com a possível exceção de uma janela geminada, no estilo manuelino.
Na Torre do Relógio da povoação conserva-se a memória do navegador Vasco da Gama, uma vez que o sino, com as armas dos Gamas, foi oferecido à vila pelo conde da Vidigueira.